# Arnett Cobb

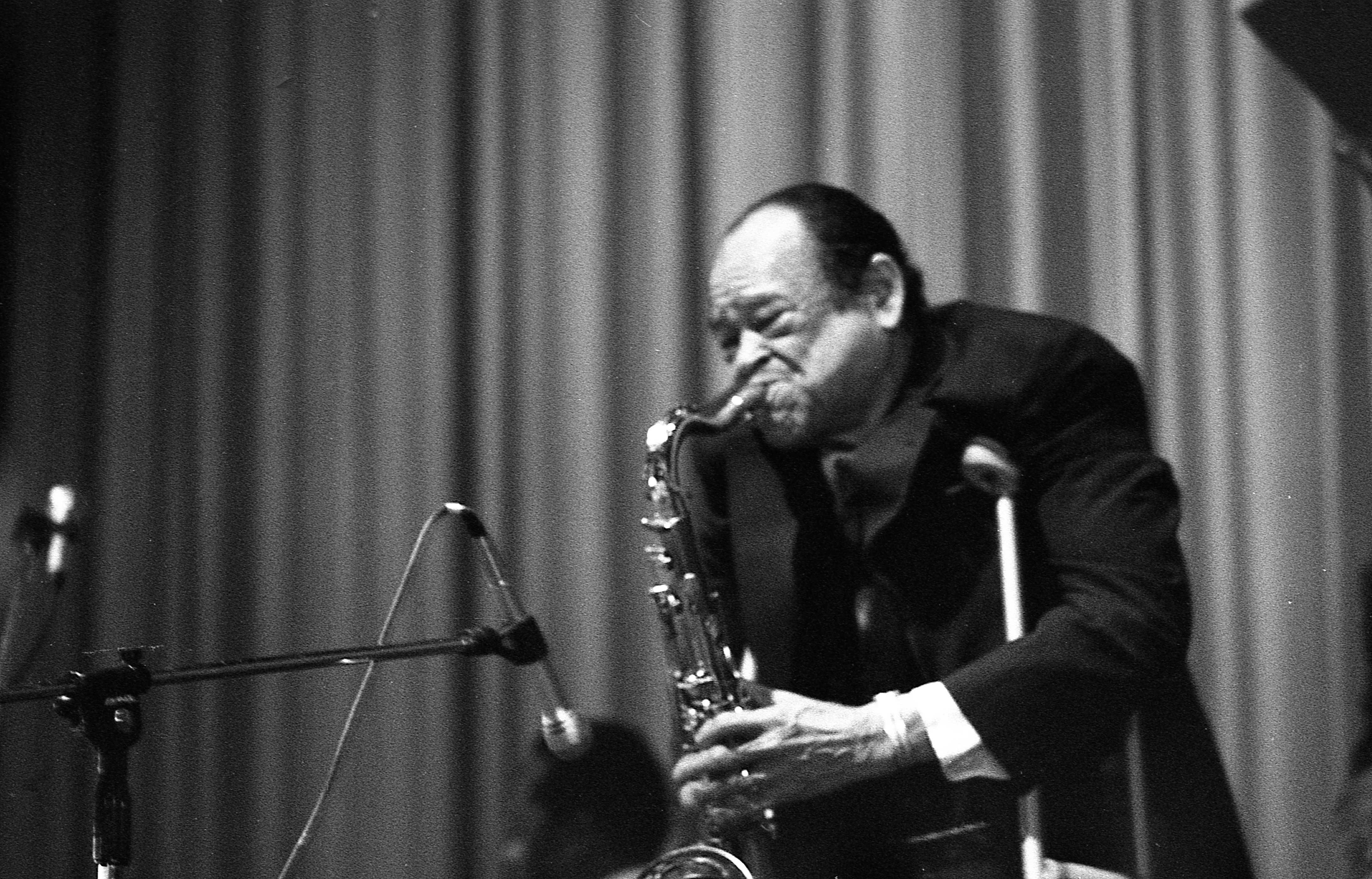
Arnett Cobb im Filmforum Duisburg, ca. 1987

Arnett Cobb (* 10. August 1918 als Arnette Cleophus Cobbs in Houston/Texas; † 24. März 1989 ebenda) war ein US-amerikanischer Jazz-Saxophonist.

## Leben
Cobb erhielt Klavierunterricht bei seiner Großmutter und lernte anschließend Violine, bevor er sich in der Band der Highschool auf das Tenorsaxophon konzentrierte. 
Er wurde 1933 Berufsmusiker und begann seine Karriere als Mitglied der Band von Frank Davis, um dann zwei Jahre bei Chester Boone zu spielen. 1936 wechselte er zu Milt Larkin, bei dem er sechs Jahre blieb. 1942 wurde er der Nachfolger von Illinois Jacquet in Lionel Hamptons Orchester. Seine Version von Flying Home No. 2 mit Hamptons Band wurde ein Welthit.

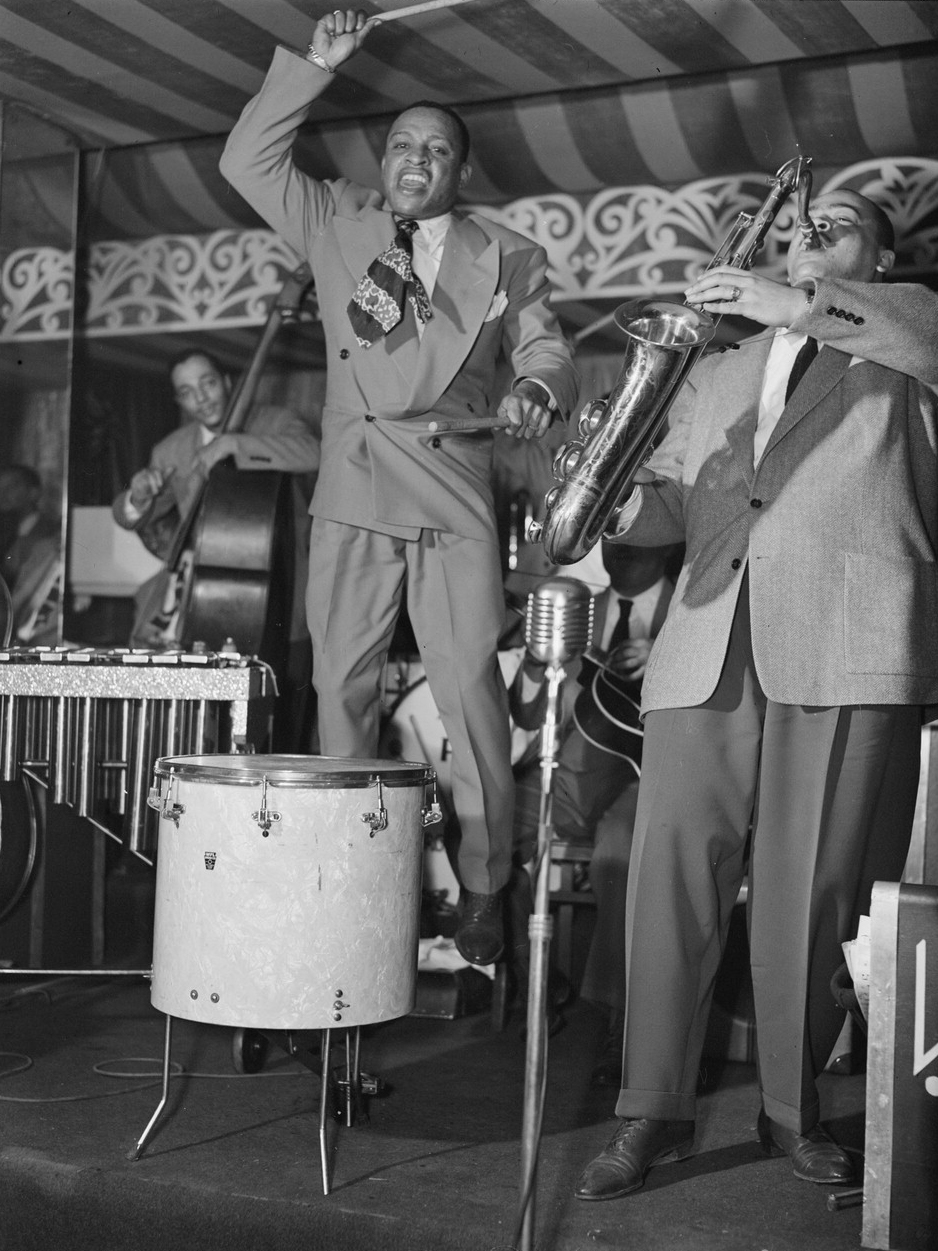
Arnett Cobb und Lionel Hampton bei einem Auftritt im New Yorker Jazzclub Aquarium, etwa Juni 1946.
Foto: William P. Gottlieb.

1947 gründete Cobb eine eigene Band, konnte aber nach einer Operation erst 1949 auf ausgedehnte Tournee gehen. Er spielte mehrere Hits ein, etwa „Dutch Kitchen Bounce“, „Go Red Go“, „Big League Blues“, „Jumpin’ the Blues“ oder „Smooth Sailing“. Er entwickelte seine Auftritte weiter, spielte durch das Publikum gehend und erprobte die Zirkularatmung. Zu seiner Band gehörten Musiker wie Red Garland, George Duvivier und Arthur Prysock; als Vorgruppe ließ er James Brown auftreten.
Cobbs Karriere wurde 1956 durch einen schweren Autounfall und anschließende mehrfache Wirbelsäulenoperationen unterbrochen. Gegen  ärztlichen Rat begann er sehr rasch wieder aufzutreten. Aufgrund seines Unfalls vermochte er meist nur noch auf Krücken gehen. 1959 und 1960 machte er für Prestige zahlreiche Aufnahmen und kehrte dann von der Ostküste nach Houston zurück, wo er als Manager und in der Nachwuchsförderung tätig war. In den 1960er Jahren tourte er gelegentlich mit eigenen Bands in Texas.
Ab 1971 spielte Cobb wieder Aufnahmen ein. Ab 1973 unternahm er, unterstützt durch das Management seiner Tochter Lizette, internationale Tourneen. Im selben Jahr erhielt er eine Grammy-Nominierung als bester Jazz-Instrumentalist. 1987 lud er Dizzy Gillespie und die Sängerin Jewel Brown zu einem Konzert ein. Mehrere Tourneen führten ihn auch nach Europa, so noch 1988 mit Jimmy Heath und Joe Henderson.

## Wirken
Arnett Cobb schaffte aufgrund seiner Krankheiten nicht den Durchbruch in die erste Liga der Jazz-Saxophonisten. Wegen seines unverwechselbaren, erdigen Saxophon-Spiels war er jedoch ein oft gebuchter Sidemen großer Big Bands. Zahlreiche Tourneen führten ihn auch auf internationale Musikbühnen. Insbesondere in Italien und Skandinavien war er populär. Arnett Cobb, dessen robuste Spielweise an Herschel Evans und Illinois Jacquet erinnert, ist insbesondere auf Schallplatten von Herbie Fields, Hampton, Wynonie Harris und Roy Milton zu hören, außerdem auf einer Reihe von Einspielungen unter seinem eigenen Namen.

## Diskographische Hinweise
- Blows for 1300 mit George Rhodes, Walter Buchanan, Albert King, Milt Larkin, David Page, Booty Wood, Al King, George Jones, 1947
- Blow, Arnett, Blow mit Wild Bill Davis, George Duvivier, Eddie Lockjaw Davis, Strethen Davis, Arthur Edgehill, 1959
- Party Time (Prestige, OJC 219) mit Ray Barretto, Ray Bryant, Art Taylor, George Duvivier, Wendell Marshall, Arthur Taylor, 1959
- Smooth Sailing mit George Duvivier, Buster Cooper, Osie Johnson, Austin Mitchell, 1959
- Go Power! mit Wild Bill Davis, George Duvivier, Eddie Lockjaw Davis, Strethen Davis, Arthur Edgehill, 1959
- More Party Time mit Tommy Flanagan, Sam Jones, Art Taylor, Bobby Timmons, Danny Barrajanos, Buck Clarke, 1960
- Movin' Right Along mit Tommy Flanagan, Sam Jones, Art Taylor, Bobby Timmons, Danny Barrajanos, Buck Clarke, 1960
- Blue an Sentimental mit Red Garland, George Tucker, George Duvivier, J.C. Heard, 1960
- Ballads by Cobb mit Red Garland, George Tucker, J.C. Heard, 1960
- Sizzlin'  mit Red Garland, George Tucker, J.C. Heard, 1960
- Chittlin' Shout mit Joe Gallardo, Don Jones, Carl Lott, Jimmy Ford, Malcom Pinson, Henrique Martinez, 1971
- The Wild Man from Texas mit Milt Buckner, Milt Buckner, Eddie Chamblee, Willie Cook, Wallace Davenport, Joe Gallardo, Buster Cooper, Panama Francis, Clarence Holliman, Don Jones, Roland Lobligeois, Carl Lott, Andre Persiani, Earle Warren, Jimmy Ford, Malcom Pinson, Henrique Martinez, 1976
- Arnett Cobb Is Back mit Billy Hart, Derek Smith, George Mraz, 1978
- Live at Sandy’s! mit Ray Bryant, Buddy Tate, Alan Dawson, George Duvivier, Eddie „Cleanhead“ Vinson, 1978
- Live mit Jacques Schols, John Engels, Rein de Graaff, 1982
- Showtime mit Dizzy Gillespie, Sammy Price, Kenny Andrews, Paul English, Derrick Lewis, Jewel Brown, Clayton Dyess, Mike Lefebvre, Malcom Pinson, Derrick Lewis, 1987
- Tenor Tribute, Vol. 1 mit Jimmy Heath, Joe Henderson, Benny Green, Walter Schmocker, Doug Hammond, 1988